# Maatsuykergroep

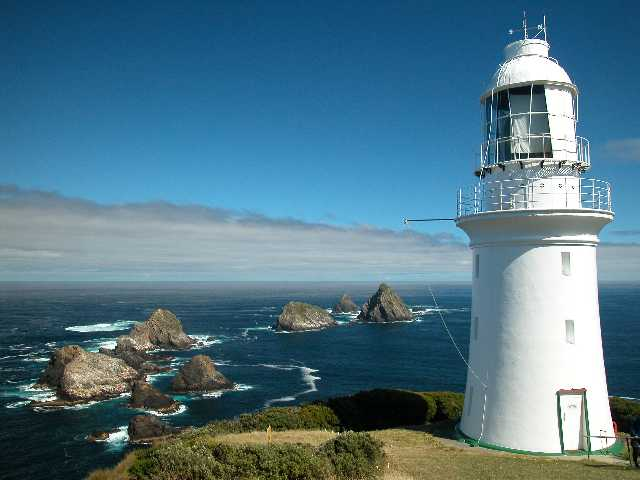
Vuurtoren

De Maatsuykergroep is een groep Australische eilanden, gelegen voor de zuidkust van Tasmanië. De groep bevat zes eilanden. In volgorde van grootte zijn dit:
- De Witteiland
- Maatsuykereiland, hier bevindt zich de meest zuidelijke vuurtoren van Australië.
- Flat Witcheiland
- Walkereiland
- Round Topeiland
- Flat Topeiland

Verder zijn er ook nog de Needle Rocks en Western Rocks, twee groepen rotspieken die boven zeeniveau uitsteken. Alle eilanden, behalve Maatsuykereiland, behoren tot het Nationaal park Southwest. De groep en een van de eilanden is door Abel Tasman vernoemd naar Joan Maetsuycker, gouverneur-generaal voor de Vereenigde Oostindische Compagnie.

## De Witteiland
De Witteiland is met zijn 515,7 hectare het grootste eiland van de Maatsuykergroep. Het ligt ook het meest noordelijk en daardoor het dichtst bij het Tasmaanse hoofdeiland. Men vindt er een grote variëteit aan vogels, waaronder pinguïns en stormvogels, maar ook een aantal zoogdieren en reptielen. Het eiland is dichtbebost met voornamelijk eucalyptusbomen.
Er zijn geen tekenen van permanente bewoning door Tasmaanse Aborigines. Wel bezochten zij het eiland om er op zeehonden te jagen. Na de intrede van de Europeanen is het eiland in beperkte mate bewoond geweest. Houthakken was de voornaamste activiteit in deze periode. Vandaag wordt het eiland voornamelijk bezocht door zeekajakkers, wetenschappers en zeilers.

## Maatsuykereiland
Maatsuykereiland heeft een oppervlakte van 186,25 hectare en is daarmee het op een na grootste. Het ligt in het zuidwestelijke gedeelte van de eilandgroep. In tegenstelling tot de andere eilanden behoort het niet tot het Nationaal park Southwest, maar is het een opzichzelfstaand beschermd natuurgebied. Zoals op De Witteiland leven ook hier vele zee- en landvogels en reptielen. Zeeolifanten en Australische pelsrobben gebruiken het eiland soms als rustplaats en de zeldzame Nieuw-Zeelandse pelsrob plant zich hier voort. De vegetatie wordt gedomineerd door de Nieuw-Zeelandse theeboom (Leptospermum scoparium) die het grootste deel van het eiland bedekt.
De Tasmaanse aborigines bezochten het eiland om schaaldieren te verzamelen en op pelsrobben te jagen. Het eiland kreeg zijn naam van Abel Tasman in 1642, maar het duurde tot het begin van de jaren 1800 voor er weer voet aan land werd gezet door Europeanen. In die periode breidden robbenjagers hun activiteiten naar deze eilanden uit. De meest zuidelijk gelegen vuurtoren van Australië, aan de zuidkant van het eiland, dateert van 1891. De huidige bevolking van Maatsuykereiland bestaat uit enkele vrijwilligers die de vuurtoren onderhouden. Het wordt ook bezocht door vissers en zeekajakkers.
In 2017 bezocht Floortje Dessing Maatsuyker Eiland en logeerde bij de twee bewoners op dit eiland. De reportage werd uitgezonden in het televisieprogramma Floortje naar het einde van de wereld.

## Flat Witch- en Walkereiland
Flat Witcheiland (64,3 hectare) en Walkereiland (15,3 hectare), ten noorden van Maatsuykereiland zijn de middelgrote eilanden van de groep. Ook hier komen vele variëteiten zee- en landvogels voor en vindt men Australische en Nieuw-Zeelandse pelsrobben. Houtkap was op Flat Witcheiland de belangrijkste economische activiteit. Walkereiland wordt vandaag bezocht door vissers en zeekajakkers.

## Round Top- en Flat Topeiland
Met respectievelijk 6,25 en 1,58 hectare zijn Round Topeiland en Flat Topeiland de kleinste van de Maatsuykergroep. Zij liggen enigszins afgezonderd ten oosten van de andere eilanden, maar qua fauna en flora lijken ze er toch sterk op. De zeegrotten aan de oostzijde van Flat Topeiland geven bescherming aan pelsrobben.

## Needle Rocks en Western Rocks
De Needle Rocks bestaan uit een vijftal grote en een aantal kleinere rotspieken ten zuidwesten van Maatsuykereiland. Zij hebben een totale oppervlakte van 10,4 hectare. Vegetatie krijgt weinig of geen kans op deze grotendeels steile rotsen. Zeevogels en pelsrobben daarentegen voelen zich hier wel thuis.
De Western Rocks (ook gekend als de Black Rocks) liggen ten westen van Walkereiland en beslaan een oppervlakte van 0,29 hectare.